# باب المعظم
باب المعظم أو باب الإمام الأعظم

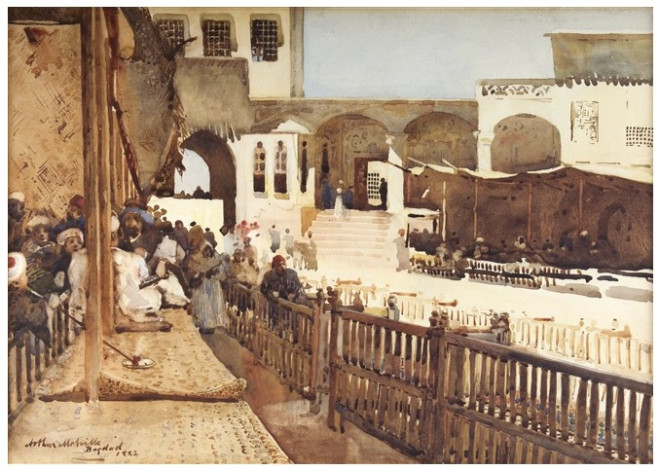
منطقة باب المعظم في بغداد، كما صورها رسم رحالة أجنبي (Arthur Melville) عام 1882

هو أحد معالم مدينة بغداد، ويعود تسميتها باب المعظم إلى جامع الإمام الأعظم، وهو أحد أبواب بغداد في عصر الدولة العثمانية، حيث ينفذ منها الطريق إلى جامع الإمام الأعظم أبي حنيفة النعمان في الأعظمية، ويقع شمال وسط بغداد، في المنطقة المحصورة بين جسر الصرافية وجسر السنك، ويضم باب المعظم مباني قديمة تعود الي نهاية عصر الدولة العباسية والدولة الإلخانية والجلائرية والعثمانية وكذلك العهد الملكي ولغاية العهد الجمهوري في العراق، وكان يقال لباب المعظم باب السلطان نسبة إلى طغرل بك، وكان الباب أحد أبواب بغداد، وهُدم في 1923 أو 1932م، وكان موضعه عند مدخل وزارة الدفاع القديمة بين قاعة الشعب وجامع الأزبك. وأرادت سلطة الاحتلال البريطاني تغيير اسم باب المعظم إلى الباب الشمالي وتغيير باب الشرجي إلى الباب الجنوبي فلم تغلب تسميتهم على الأسماء العربية الأصلية، غيرَ أنهم ذكروا تسمياتهم في اللغة الإنكليزية north gate وsouth gate.‏

## أهم معالم باب المعظم
- الميدان:

وهو ما تبقى من ميدان لسباق الخيل كان الخليفة أبو جعفر المنصور قد أمر باقامته عندما بني بغداد مدينة السلام.
- مدينة الطب:

وهي أكبر مستشفى في العراق بني في عهد صدام حسين وكانت تسمى بمدينة صدام الطبية.
- قاعة الشعب:

التي كانت تسمى قاعة الملك فيصل الثاني.
- المكتبة الوطنية ودار الوثائق العراقية: وهي مكتبة قديمة التأسيس وتوجد لمحة تاريخية لهذا الصرح في موقع مجلة الموروث، حيث تجد سردا تاريخا عن تاريخ تأسيس هذا الصرح العريق.[4]
- متحف التاريخ الطبيعي وهو المتحف التابع لجامعة بغداد.[5]
- وزارة الدفاع العراقية المبنى القديم الذي شغل كوزارة للدفاع منذ عام 1932 إلى 2003
- وزارة الصحة العراقية
- وزارة الأوقاف العراقية قبل عام 2003
- مرأب باب المعظم :

وهو مرأب رئيسي للسيارات في بغداد يقع بين مجمع باب المعظم وكلية الهندسة.
- جامع المرادية:

وهو من مساجد بغداد القديمة يقع على جانب الرصافة في باب المعظم في بغداد مجاور بناية المكتبة الوطنية، ويبعد عن جامع الأزبك مسافة مائة وثلاثون متر تقريبا، ولقد شيد في زمن والي بغداد مراد باشا.
- جامع الأزبك[6]

وهو أحد معالم مدينة بغداد العريقة في منطقة باب المعظم وهو من المساجد التاريخية القديمة ويجاور جدران وزارة الدفاع، وجُدِّد بناءه عام 1296هـ/1879م.
- مجمع كليات جامعة بغداد

ويضم كلية الطب  مدينة الطب التابعة لكلية طب بغداد (مستشفى المجيدية سابقا) وطب الأسنان كلية التربية والشريعة والآداب واللغات والإعلام والصيدلة.كما يضم هذا المجمع سكن الطلاب والطالبات.
- كلية الطب-جامعة بغداد
- كلية الصيدلة-جامعة بغداد
- كلية طب الأسنان-جامعة بغداد
- كلية الهندسة الجامعة المستنصرية
- كلية الفنون الجميلة
- معهد الإدارة
- جامعة الأكاديمين العرب[7]